# گلاریول کوچک
گلاریول کوچک (نام علمی: Glareola lactea) نام یک گونه از سرده گلاریول‌ها است.